# Krimpen aan den IJssel
Krimpen aan den IJssel egy község Hollandiában. Krimpen aan den IJssel Capelle aan den IJssel, Ouderkerk, Rotterdam és Nederlek községekkel határos. Lakosainak száma 29 410 fő (2021. január 1.).